# Paratinguinha
Paratinguinha é um bairro do município brasileiro de Paratinga, interior do estado da Bahia. Localiza-se no distrito-sede.
Localizado numa das regiões mais altas da zona urbana e, mais distante do Rio São Francisco, o bairro centra-se na saída sul de Paratinga, em direção à Bom Jesus da Lapa, e abriga uma das principais vias do município, a Av. José Duarte Porto e também a rodovia BA-160. Durante a década de 2010, a região recebeu várias obras de infraestrutura, mas também sofreu problemas com abastecimento de água.
No Paratinguinha localiza-se, também, o único prédio da Previdência Social localizado na cidade.